# Iveco Turbocity R
Iveco Turbocity R — низкопольный одиночный заднеприводный автобус большой вместимости, выпускаемый итальянской компанией Iveco S.p.A. с 1992 по 1996 год. Пришёл на смену автобусу Iveco Turbocity. Вытеснен с конвейера моделью Iveco 491. Городская модель получила индекс 490, пригородная — 590 (TurboCity-UR). 

## Отличия отIveco 480
В отличие от Iveco 480, автобус Iveco 490 имеет низкий пол, высота укорочена на 500 мм, двигатель может быть как дизельным, так и газомоторным. Модель двигателя — Iveco 8460.21B.

## История семейства
Автобус Iveco Turbocity R впервые был представлен в 1992 году. Представляет собой автобус, очень похожий на Iveco TurboCity, но с современной отделкой и комфортабельным салоном.
Планировалось производство междугородней модели Iveco 690, однако оно не было осуществлено.
Кроме автобусов с двигателями внутреннего сгорания, существуют также гибридные автобусы Iveco 490.12 EYY Altrobus, поставляющиеся в Турин, Геную, Рим и Феррару. Из-за проблем с аккумуляторами производство было заморожено.
Производство серийных моделей с двигателями внутреннего сгорания завершилось в 1998 году, на смену пришёл автобус Iveco 491.

## Галерея

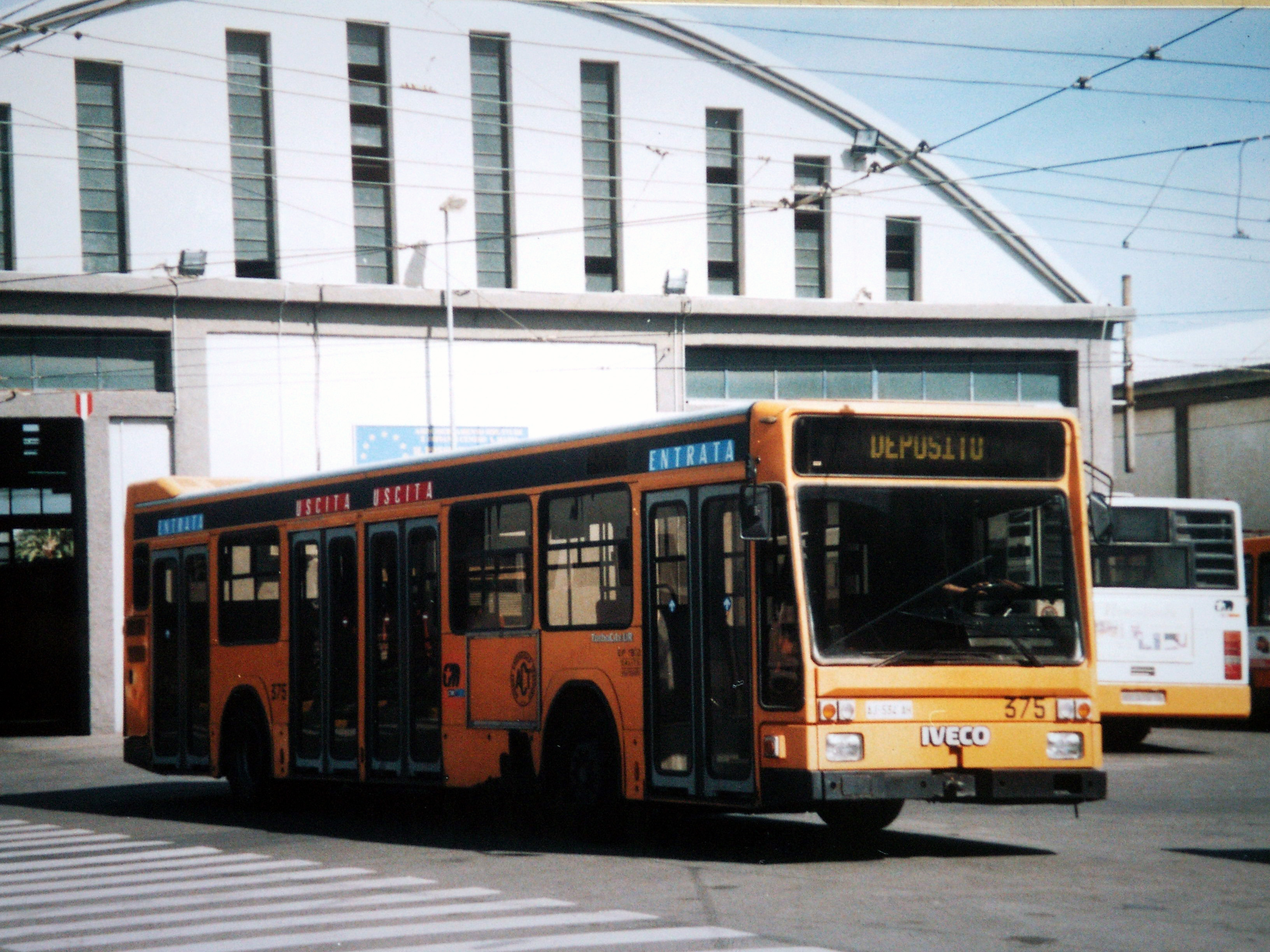
Iveco 490.12.22
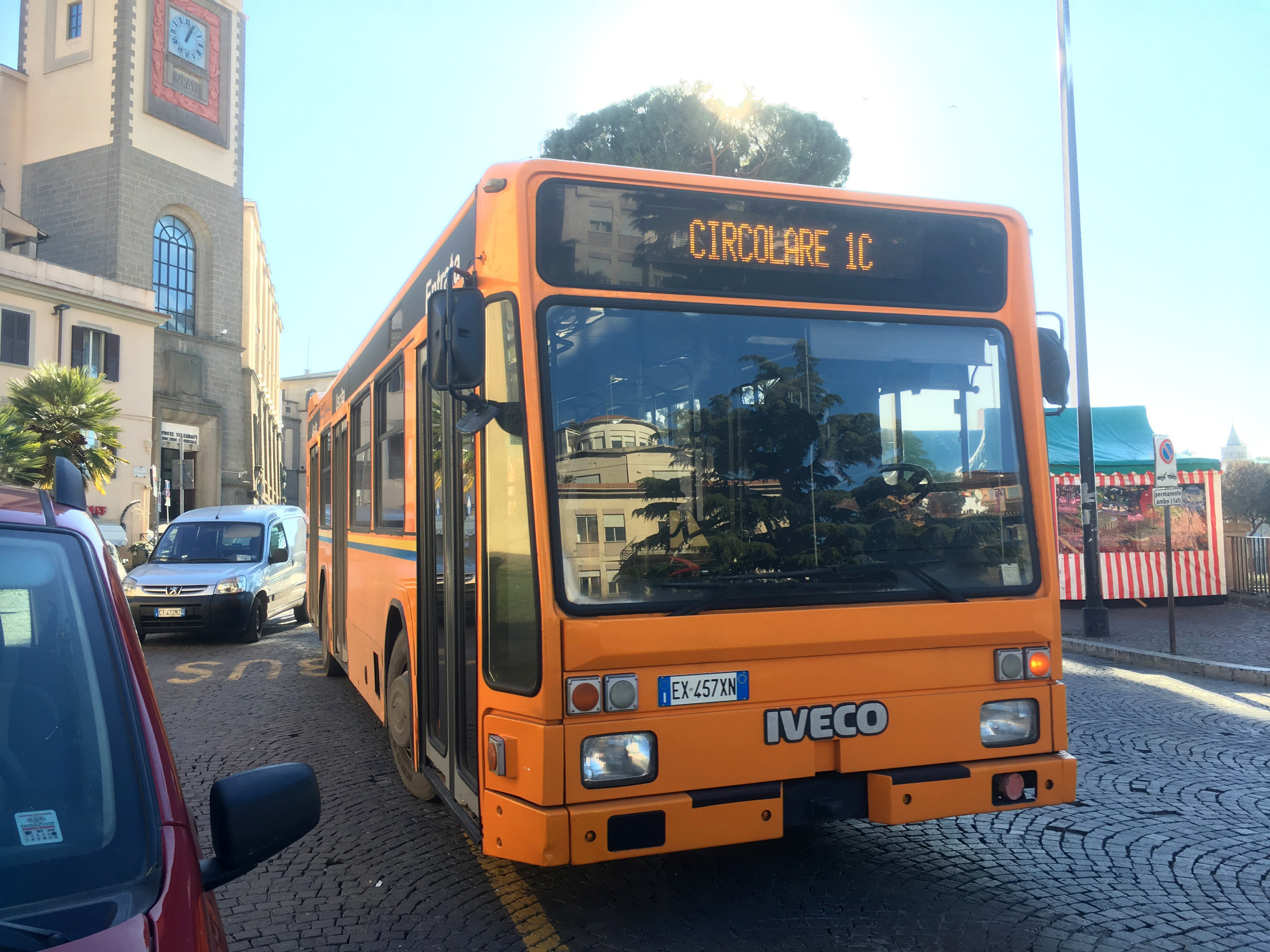
Iveco 490.10.22